# Ebosia
Ebosia là một chi cá biển thuộc phân họ Scorpaeninae trong họ Cá mù làn. Chi này được lập bởi Jordan & Starks vào năm 1904.

## Từ nguyên
Từ định danh được Latinh hóa từ Eboshi, một loại mũ đội đầu cổ xưa của người Nhật, hàm ý đề cập đến phần phụ ở gáy xương của cá đực trưởng thành thuộc chi này.

## Các loài
Có 4 loài hiện được ghi nhận trong chi này, bao gồm:
- Ebosia bleekeri (Döderlein, 1884)
- Ebosia falcata Eschmeyer & Rama-Rao, 1978
- Ebosia saya Matsunuma & Motomura, 2014[2]
- Ebosia vespertina Matsunuma & Motomura, 2015[3]

## Phân bố
Các loài Ebosia được tìm thấy ở vùng Ấn Độ Dương-Thái Bình Dương, độ sâu thường hơn 100 m.